# Phuphena proselyta
Phuphena proselyta là một loài bướm đêm trong họ Noctuidae.